# 678

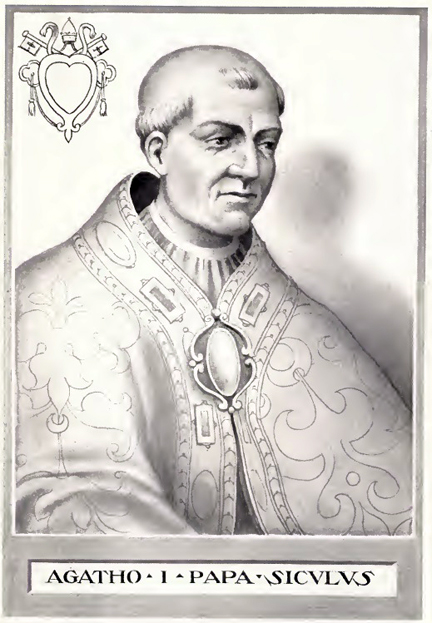
Paus Agatho I (678-681)

Het jaar 678 is het 78e jaar in de 7e eeuw volgens de christelijke jaartelling.

## Gebeurtenissen

### Byzantijnse Rijk
- Byzantijns-Arabische Oorlog: Keizer Constantijn IV weet met steun van de Byzantijnse vloot de Arabieren in de Slag bij Syllaeum te verslaan. Het Arabische expeditieleger onder bevel van Yazid wordt gedwongen de vierjarige belegering van Constantinopel op te geven, mede door het gebruik van Grieks vuur. Hiermee wordt de opmars van de Arabieren en de islam naar Europa voor het eerst gestuit.

### Azië
- Het Beomeosa-tempelcomplex in Geumjeong-gu (Korea) wordt gesticht onder het Silla bewind.

## Religie
- Wilfrid, bisschop van York, maakt bezwaar tegen het opsplitsen van zijn bisdom. Hij wordt door koning Ecgfrith van Northumbria verbannen en vertrekt naar Rome om zijn zaak te bepleiten.
- Wilfrid wordt ontvangen door Aldgisl, koning van de Friezen, die hem ondanks het verzoek van hofmeier Ebroin weigert uit te leveren. Hij begint met het prediken van het christendom.
- 2 oktober - Leodegarius, bisschop van Autun, wordt in de bossen van Atrecht door Bourgondische aanhangers van Ebroin op gruwelijke wijze gemarteld en vermoord.
- 11 april - Paus Donus overlijdt in Rome na een pontificaat van 1 jaar en 160 dagen. Hij wordt opgevolgd door Agatho I als de 79e paus van de Katholieke Kerk.

## Overleden
- 11 april - Donus, paus van de Katholieke Kerk
- 2 oktober - Leodegarius, Frankisch abt en bisschop
- 25 december - Adalsindis, Frankisch heilige (of 715)
- Aïsja, echtgenote van Mohammed